# Hipódromo de Craiova
El Hipódromo de Craiova (en rumano: Hipodromul Craiova) se puede encontrar dentro del parque Nicolae Romanescu en el sur de Craiova, Rumania. Hoy en día, el parque está incluido en la lista de monumentos nacionales en la posición 98 ª. El hipódromo ocupa unas 20,50 hectáreas de un total de 96 que pertenecen al parque. Abierto al público en 1903, en un período de gran importancia para la equitación en Inglaterra y Francia, el hipódromo era indispensable para la vida social y económica de la ciudad. Edouard Redont mismo, en su libro sobre el diseño y construcción del Parque de los estados dijo que "Este hipódromo obtendrá para la ciudad los fondos necesarios, que servirán para el mantenimiento del parque".